# 3636-os mellékút (Magyarország)
A 3636-os számú mellékút egy közel 7,5 kilométeres hosszúságú, négy számjegyű mellékút Szabolcs-Szatmár-Bereg vármegye nyugati részén; Nyírtelek központját köti össze a 36-os főúttal.

## Nyomvonala
A 38-as főútból ágazik ki, annak a 30+350-es kilométerszelvénye közelében, nagyjából déli irányban, Nyírtelek központjának északi részén. Petőfi Sándor utca néven húzódik a belterület déli széléig, amit nagyjából 1,2 kilométer után ér el, majd ott keresztezi a Budapest–Sátoraljaújhely-vasútvonal és az Ohat-Pusztakócs–Nyíregyháza-vasútvonal közös szakaszát, közvetlenül Nyírtelek vasútállomás térségének nyugati széle mellett. Innen pár száz méteren át délnyugat felé húzódik, majd kiágazik belőle nyugatnak a Ferenctanya településrészre vezető 36 127-es számú mellékút, s ezt követően visszatér a többé-kevésbé déli irányhoz.
A harmadik kilométere táján Bedőbokor településrész házai között halad néhány száz méteren keresztül, majd egy rövid szakaszon átlépi Nyíregyháza határát. 3,6 kilométer után már Nagycserkesz határai között folytatódik, ahol javarészt külterületek között vezet, csak Halmosbokor és Markóbokor településrészeket érinti. Nagycserkesz belterületének keleti szélétől mintegy fél kilométerre keletre ér véget, beletorkollva a 36-os főútba, annak a 40+500-as kilométerszelvénye közelében.
Teljes hossza, az országos közutak térképes nyilvántartását szolgáló kira.kozut.hu adatbázisa szerint 7,417 kilométer.

## Települések az út mentén
- Nyírtelek
- (Nyíregyháza)
- Nagycserkesz